# اسپرینگ‌ویل (ویرجینیا)
اسپرینگ‌ویل (به انگلیسی: Springville) یک منطقهٔ مسکونی در ایالات متحده آمریکا است که در شهرستان تیزول، ویرجینیا واقع شده‌است. اسپرینگ‌ویل ۱٬۳۷۱ نفر جمعیت دارد.